# Sulfonamida

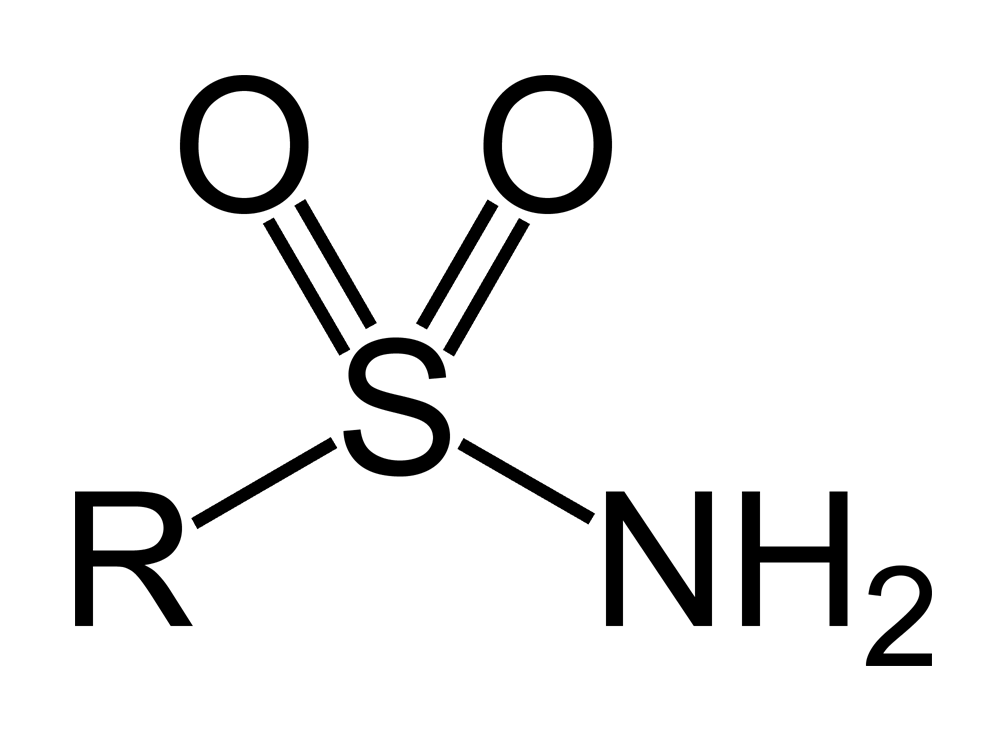
Estructura de la sulfonamida.

Una sulfonamida es una sustancia química en cuya composición entran el azufre, el oxígeno y el nitrógeno, que forma el núcleo de la molécula de las sulfamidas.
Pueden describirse como amidas del ácido sulfónico(o besílico).

## Preparación
Una molécula de cloruro de bencensulfonilo reacciona con amoniaco, una amina primaria o una amina secundaria en presencia de ácido sulfúrico para dar sulfonamidas no sustituidas, mono y di sustituidas.

## Reacciones
C6H6 + ClSO2OH -> C6H5SO2Cl
C6H5SO2Cl + H2SO4 + NH3 -> C6H5SO2NH2
C6H5SO2Cl + H2SO4 + R-NH2 -> C6H5SO2NH-R
C6H5SO2Cl + H2SO4 + R-NH-R' -> C6H5SO2NH-R R'
- Datos: Q3208529
- Multimedia: Sulfonamides / Q3208529